# Argentament

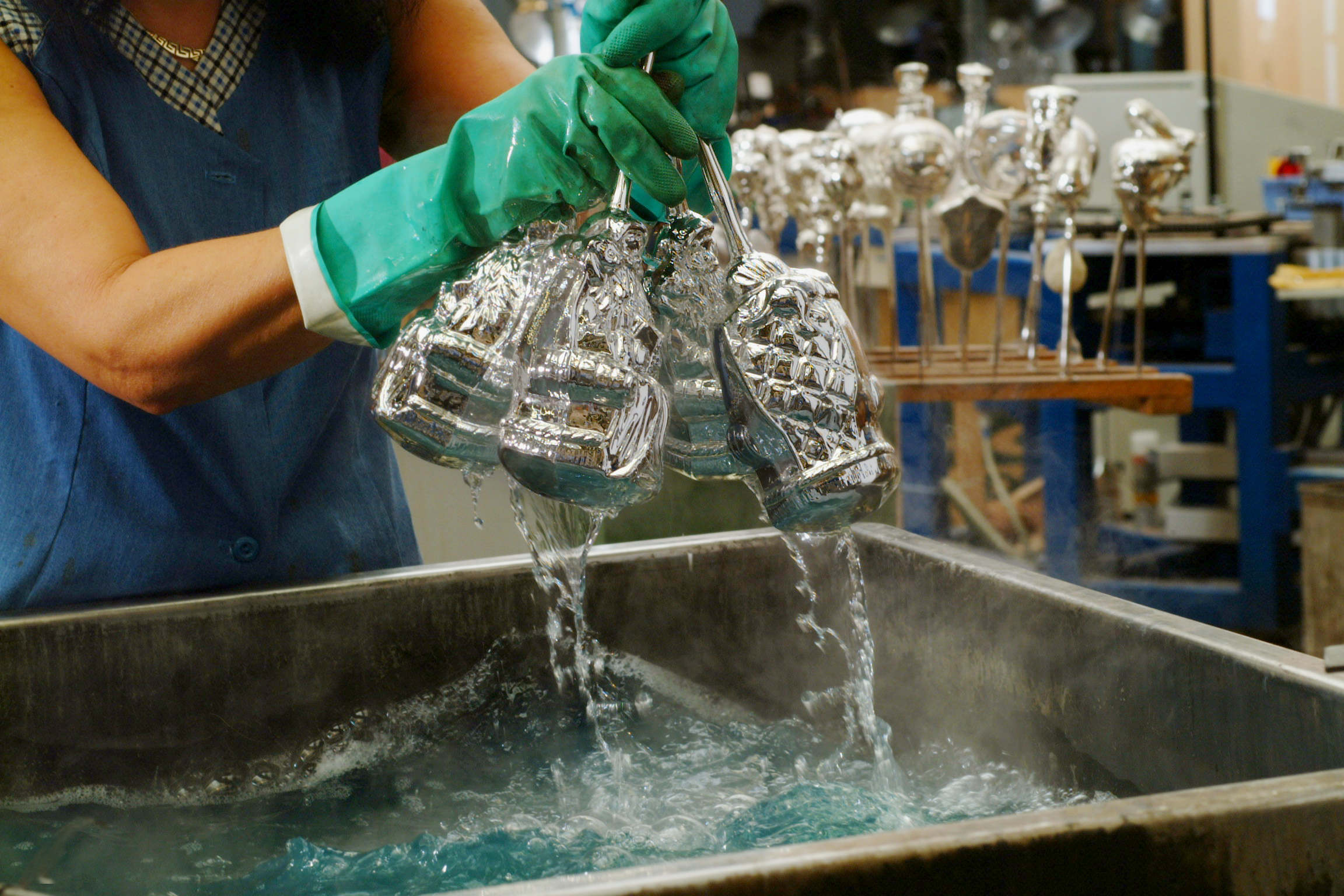
Argentament

L'argentament és l'operació de cobrir algun objecte amb una capa d'argent. S'han desenvolupat diferents mètodes: aplicació d'una làmina d'argent, metal·lització al buit, deposició de metall reduït químicament (sense corrent elèctric), o electrodeposició.

## Aplicació de làmina d'argent
En el primer d'aquests mètodes l'objecte que es vol argentar s'ha de netejar bé abans d'aplicar-li el full d'argent per assegurar l'adherència a tota la seva superfície. Un cop hom li ha aplacat un full molt prim d'argent, és escalfat al roig fosc a fi de formar un aliatge que asseguri l'adherència.

## Metal·lització al buit
La metal·lització al buit és emprada, sobretot, per a objectes no metàl·lics (plàstics, vidres…). La metal·lització al buit és un procés físic que s'inicia netejant a fons els objectes i se'ls dona una capa de base de laca per eliminar defectes superficials. Les parts es col·loquen llavors en una cambra de buit amb petits trossos d'argent suportats sobre filaments d'escalfament especials. Un cop segellada la cambra es fa el buit i els filaments escalfen l'argent fins que es fon i es vaporitza. L'argent vaporitzat cobreix tot el que entra en contacte, condensant en les superfícies més fredes.

## Deposició química
L'argentament de metalls per reducció química és obtingut bé per immersió del metall més electropositiu que l'argent (especialment coure o llautó) en una solució de sal d'argent, bé fregant-lo amb una pasta a base de sals d'argent. El revestiment obtingut així és sempre molt superficial i de poca durada i el mètode és cada cop menys emprat.

## Electrodeposició
Però l'argentament químic, a partir de sals d'argent i reductors, serveix sovint de base conductora per a l'electrodeposició sobre superfícies no conductores (vidre o plàstic). En condicions adequades és possible, a més, d'obtenir dipòsits molt brillants (miralls). El mètode d'argentament avui realment important és l'electrodeposició, que és aplicada sobretot, damunt coure i aliatges, i també sobre d'altres metalls. Els banys són a base de dicianoargentat de potassi (o de sodi) amb excés de cianur alcalí, puix que així hom obté una conductivitat elevada i una concentració molt feble d'Ag+, cosa que assegura una deposició coherent. Els ànodes són d'argent fi i la densitat de corrent sol variar entre 0,2 i 0,8 A/dm². Hom sol fer variar el gruix de les deposicions entre 0,02 i 0,2 mm, i, a vegades, en objectes sotmesos a gran desgast, són augmentades a 0,3 mm. En general amb l'argentament hom es proposa d'aprofitar la resistència a la corrosió i la bona aparença de l'argent (argentament de parament de taula), però també, en certs casos, el seu alt poder reflector o la seva conductància elevada (miralls metàl·lics, conductors d'alta freqüència, etc).